# Impulsinvariante methode
De impulsinvariante methode is een ontwerpmethode voor digitale filters. De methode vertrekt van een analoog filter, waarvan de impulsrepons bemonsterd wordt. De methode is onderhevig aan aliasing en is enkel geschikt voor laagdoorlaat- en banddoorlaatfilters, zonder rimpel in de stopband. Een algemener toepasbare ontwerpmethode voor digitale filters die ook vertrekt van een analoog filter is de bilineaire transformatie.

## Methode
De bedoeling is een analoog filter om te zetten in een digitaal. Bij deze methode gebeurt dat door de (continue) impulsrespons van het analoog filter te bemonsteren, en het resultaat te gebruiken als (digitale) impulsrespons van een digitaal filter. Voor een bemonsteringsperiode T betekent dit:
{\displaystyle h_{a}(n)\,\rightarrow \,\{h_{d}[n]=T\,h_{a}(nT)\}}
De factor T in het rechter lid zorgt voor een normalisatie die dient om de grootte van de coëfficiënten in de uiteindelijke digitale systeemfunctie binnen de perken te houden.
Het feit dat men bemonstert heeft tot gevolg dat er aliasing zal optreden. Daarom is deze methode enkel bruikbaar voor laagdoorlaat- en banddoorlaatfilters en moet de bemonsteringsfrequentie groot genoeg gekozen worden zodat ze ver genoeg in de (bovenste) stopband ligt. De amplituderespons die nog aanwezig is op frequenties boven de bemonsteringsfrequentie worden immers door het effect van aliasing teruggevouwen in het fundamenteel frequentie-interval, dus in het interval tussen 0 en de helft van de bemonsteringsfrequentie.

## Gevolgen voor de stabiliteit
De stabiliteit van een analoog systeem is gegarandeerd indien de polen een negatief reëel deel hebben. Voor een digitaal systeem moeten de polen binnen de eenheidscirkel van het complexe vlak liggen. In deze paragraaf wordt aangetoond dat de impulsinvariante methode stabiele analoge polen omzet in stabiele digitale polen.
Een analoge systeemfunctie kan worden geschreven als een som van eerste en/of tweede orde deelfuncties. Door de lineariteit is de totale impulsrespons dan gelijk aan de impulsresponsen van deze afzonderlijke partiële systeemfuncties. Het volstaat dus na te gaan hoe de methode werkt op eenvoudige systeemfuncties van orde 1, en orde 2 (met complex toegevoegde polen).

## Enkelvoudige reële pool
Een enkelvoudige reële pool in s = -A genereert een bijdrage tot de analoge systeemfunctie van de vorm:
{\displaystyle H_{a}(s)\,=\,{\frac {1}{s+A}}}
waarbij A zelf een positief getal is, gezien we veronderstellen dat de pool stabiel is.
De bijdrage tot de analoge impulsrespons die hiermee overeenstemt wordt bekomen via de inverse Laplacetransformatie, en is:
{\displaystyle h_{a}(t)\,=\,e^{-At}\,u(t)}
met u(t) de Heaviside-functie.
Omdat A positief is, is dit een dalende exponentiële functie.
De volgende stap is nu deze analoge impulsrepons te bemonsteren aan een tijdstap T, dus met een bemonsteringsfrequentie {\displaystyle f_{s}=1/T}, om zo de digitale impulsrespons te bekomen:
{\displaystyle \{h_{d}[n]=T\,h_{a}(nT)=Te^{-A.nT}\}}
De digitale systeemfunctie die hiermee overeenstemt wordt bekomen door toepassing van de z-transformatie:
{\displaystyle H_{d}(z)\,=\,T\sum _{n=0}^{\infty }h[n]z^{-n}\,=\,T\sum _{n=0}^{\infty }(e^{-A.T}/z)^{n}\,=\,{\frac {T}{1-e^{-AT}/z}}}
Deze noemer heeft een pool in {\displaystyle e^{-AT}}, en aangezien A positief is, ligt deze pool binnen de eenheidscirkel van het complexe vlak en is bijgevolg ook stabiel. Stabiele analoge reële polen worden dus op stabiele digitale polen afgebeeld.  

## Koppel complexe polen
Een koppel complexe polen geeft in de systeemfunctie aanleiding tot een bijdrage die twee vormen kan aannemen. Een eerste mogelijkheid is:
{\displaystyle H_{a}(s)\,=\,{\frac {1}{s^{2}+2As+A^{2}+B^{2}}}}
Een andere mogelijke bijdrage van een koppel complexe polen heeft dezelfde noemer, maar een lineaire term in s in de teller. 
met A zelf een positief getal. In deze noemer zitten twee polen verwerkt:
{\displaystyle H_{a}(s)\,=\,{\frac {j.C}{s+A+j.B}}\,+\,{\frac {-j.C}{s+A-j.B}}}
Hierop kan dezelfde redenering worden toegepast als op een reële pool. De digitale polen die zo ontstaan zijn dan:
{\displaystyle e^{-A\pm j.B}}
Gezien A zelf positief is, liggen deze twee polen binnen de eenheidscirkel en blijft ook nu het systeem stabiel. De uiteindelelijke bijdrage tot de digitale systeemfunctie is:
{\displaystyle H_{d}(z)\,=\,{\frac {T}{B}}\,{\frac {e^{-AT}sin(BT)z^{-1}}{e^{-2AT}z^{-2}-2e^{-AT}cos(BT)z^{-1}+1}}}
De tweede vorm waaronder een koppel complexe polen in de analoge systeemfunctie kan voorkomen is:
{\displaystyle H_{a}(s)\,=\,{\frac {s}{s^{2}+2As+A^{2}+B^{2}}}}
Ook in dit geval kan men aantonen dat stabiele analoge polen op stabiele digitale polen worden afgebeeld.

## Effecten op de nullen
Een redenering zoals hierboven gemaakt voor polen, kan niet gemaakt worden voor nullen. Zo zullen analoge nullen die op de imaginaire as van het complexe s-vlak liggen doorgaans niet op digitale nullen op de eenheidscirkel van het z-vlak worden afgebeeld ten gevolge van de aliasing die steeds in zekere mate aanwezig is bij deze methode. Ook om deze reden is de methode slechts toepasbaar op laagdoorlaat- en banddoorlaatfilters met een strikt dalende stopband op hoge frequenties.

## Voorbeeld

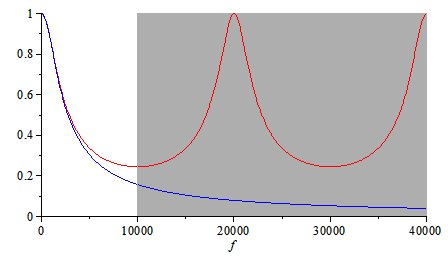
Analoge ampliduterespons (blauw) en digitale amplituderespons bekomen met de impulsinvariante methode. Het fundamenteel interval loopt tot 10 kHz

Het analoog systeem met systeemfunctie:
{\displaystyle H_{a}(s)\,=\,{\frac {1}{10^{-4}s+1}}}
is een eerste orde laagdoorlaat filter, gebaseerd op een Butterworth prototype, en heeft een strikt dalende stopband. De afbreekfrequentie is 10000 rad/sec., dus 1592 Hz. De bijhorende impulsrespons is:
{\displaystyle h_{a}(t)\,=10^{4}\,e^{-10^{4}t}}
Indien wordt bemonsterd aan een frequentie van 20 kHz, dus met T = 0,00005, vindt men de bijhorende digitale impulsrespons:
{\displaystyle h_{d}[n]\,=\,0{,}5\,e^{-0{,}5n}}
De z-transformatie hiervan levert de digitale systeemfunctie:
{\displaystyle H_{d}(z)\,=\,{\frac {0{.}5}{1-0{,}60653z^{-1}}}}
In de praktijk moet deze systeemfunctie nog genormaliseerd worden, zodat de doorlating in z = 1 (dus frequentie gelijk aan nul) terug 1 is.
De nevenstaande figuur toond de analoge amplituderespons van het filter in het blauw, en de digitale in het rood. De rode respons is periodiek gezien hij afkomstig is van een digitaal systeem. Het fundamenteel interval loopt van 0 tot de helft van de bemonsteringsfrequentie, dus tot 10 kHz. Op de figuur is te zien dat de analoge respons boven deze frequentie door aliasing terechtkomt binnen de rechterkant van het fundamenteel interval van het digitaal filter. Deze vorm van aliasing is hier prominent gezien de lage orde van het systeem. Ook indien de afbreekfrequentie van het analoog systeem relatief nog groter zou zijn tegenover de bemonsteringsfrequentie zou de aliasing nog toenemen.